# Moussa Bezaz
Moussa Bezaz (in arabo موسى بزاز‎?; Grarem Gouga, 30 dicembre 1957) è un allenatore di calcio ed ex calciatore algerino naturalizzato francese, di ruolo difensore.
È lo zio di Yacine Bezzaz, centrocampista della Nazionale algerina.

## Carriera

### Giocatore
Nato nell'Algeria allora colonizzata dalla Francia, Bezzaz ha cominciato a giocare proprio nel paese europeo, giocando come difensore per Sochaux, Rennes, Épinal e Chaumont; in quest'ultimo club, Bezaz cominciò la sua carriera da allenatore.
Bezaz preferì giocare per la Nazionale francese, venendo però convocato solo dalla Nazionale minore. Non giocò mai per l'Algeria.

## Allenatore
Bezaz ha allenato Chaumont, OFC Charleville, SAS Épinal e Nancy in Francia. 
Nel luglio 2009, è stato nominato CT della Nazionale palestinese, carica che ha detenuto sino al 2011.